# Munții Saint Elias
Munții Saint Elias (Munții Sf. Ilie), (engleză Saint Elias Range) este masivul muntos ce învecinează cu Coast Mountains (Munții de Coastă) Saint Elias are cei mai numeroși ghețari. Lanțul muntos se întinde pe o lungime de 400 de km din sud-estul peninsulei Alaska până la Yukon și nord-vestul Columbiei Britanice. Masivul alcătuind cumpăna apelor între Yukon River și Pacific. O parte din Parcul Național Wrangell-St.-Elias și Parcul Național Kluane este situat în masivul Saint Elias. Ghețarii masivului se întind pe o lungime de 380 de km fiind cu excepția polilor cel mai întins ghețar din lume. Vârful „Mount Logan” (5.959) este cel mai înalt munte din Canada, fiind după Mount McKinley al doilea munte ca înălțime din America de Nord.
| Munte             | Altitudine (m) | Amplasare        | Observatii                     |
| ----------------- | -------------- | ---------------- | ------------------------------ |
| Mount Logan       | 5.959          | Yukon            | cel mai înalt munte din Canada |
| Mount Saint Elias | 5.489          | Alaska u. Yukon  | #2 in Canada si in USA         |
| Mount Lucania     | 5.226          | Yukon            | #3 in Canada                   |
| King Peak         | 5.173          | Yukon            | #4 in Canada                   |
| Mount Steele      | 5.073          | Yukon            | #5 in Canada                   |
| Mount Bona        | 5.005          | Alaska           | -                              |
| Mount Wood        | 4.842          | Yukon            | -                              |
| Mount Vancouver   | 4.812          | Yukon            | -                              |
| Mount Churchill   | 4.766          | Alaska           | -                              |
| Mount Slaggard    | 4.742          | Yukon            | -                              |
| Mount Macaulay    | 4.690          | Yukon            | -                              |
| Mount Fairweather | 4.671          | British Columbia | -                              |
| Mount Hubbard     | 4.577          | Yukon            | -                              |
| Mount Bear        | 4.520          | Alaska           | -                              |
| Mount Walsh       | 4.507          | Yukon            | -                              |
| Mount Alverstone  | 4.439          | Alaska u. Yukon  | -                              |
| University Peak   | 4.410          | Alaska           | -                              |
| McArthur Peak     | 4.389          | Yukon            | -                              |
| Mount Augusta     | 4.289          | Alaska u. Yukon  | -                              |